# 蝶花杜鹃
蝶花杜鹃（学名：Rhododendron aberconwayi）为杜鹃花科杜鹃花属下的一个种。